# Пальмицыно
 Пальмицыно — деревня в Ивановском районе Ивановской области. Входит в состав Богданихского сельского поселения.

## География
Находится в центральной части Ивановской области на расстоянии приблизительно 19 км на юг-юго-восток по прямой от вокзала станции Иваново на правобережье речки Уводь.

## История
Появилась на карте еще 1808 года. В 1859 году здесь (тогда деревня Шуйского уезда Владимирской губернии) было учтено 15 дворов, в 1902 — 17.

## Население
Постоянное население составляло 95 человек (1859 год), 77 (1902), 10 в 2002 году (русские 100 %), 24 в 2010.